# 1507
1507 је била проста година.

## Догађаји

### Датум непознат
- Википедија:Непознат датум — Леонардо да Винчи завршио Мона Лизу.

## Рођења

### Јануар
- Википедија:Непознат датум — Питер Артсен, холандски сликар

## Смрти

### Јануар
- Википедија:Непознат датум — Ћезаре Борџија, италијански војсковођа и политичар